# Munwedret
Munwedret är ett coverband bestående av studenter inom Odontologiska fakulteten (blivande tandläkare, tandhygienister och tandtekniker), vid Sahlgrenska Akademin, Göteborgs universitet. Bandet spelar på olika tillställningar under terminerna, bland annat på Wintergalan och Bergetpuben, men även externa spelningar. Munwedret startades som en renodlad blåsorkester 1971, men har idag utökat med diverse andra instrument.
Bandet är kopplat till Munhålans Studentförening, dit även utbildningens herrbalett (Borrswängarne) och dambalett (Tandkötten) tillhör.